# Wanda Warska

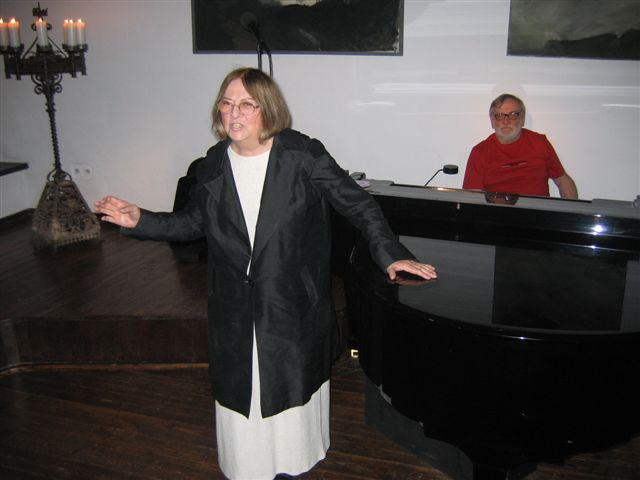
Andrzej Kurylewicz akompaniuje Wandzie Warskiej – Piwnica Artystyczna, Warszawa, 4 września 2006

Wanda Warska, właśc. Krystyna Wanda Warska-Kurylewicz z domu Małolepsza (ur. 28 kwietnia 1930 w Poznaniu, zm. 6 lipca 2019 w Laskach) – polska wokalistka jazzowa, wykonawczyni poezji śpiewanej i kompozytorka, artystka kabaretu literackiego „Piwnica pod Baranami” w Krakowie, od 1963 mieszkała w Warszawie, gdzie od 1965 prowadziła „Piwnicę Artystyczną”.

## Życiorys
Od ósmego roku życia uczyła się gry na fortepianie, później śpiewu u Janiny Janowskiej-Kopczyńskiej i Franciszka Delekty. Absolwentka Średniej Szkoły Muzycznej i Szkoły Baletowej im. Stanisława Miszczyka w Poznaniu. Studiowała na Wydziale Filozofii Uniwersytetu Warszawskiego. Od 1954 występowała w zespole Jerzego Borowca MM 176.
Główna interpretatorka utworów Andrzeja Kurylewicza, którego żoną była od 1958 roku. W 1965 wspólnie założyli „Piwnicę Artystyczną” (zwaną też „Piwnicą Wandy Warskiej”, a później „Piwnicą Artystyczną Kurylewiczów”), która mieściła się najpierw przy Nowym Świecie 24, a od 1967 przy Rynku Starego Miasta w Warszawie.
Artystka zasłynęła wokalizą do filmu Pociąg (1959) Jerzego Kawalerowicza. Nagrała też muzykę do filmów Pingwin (1964) Jerzego Stefana Stawińskiego i Wszystko na sprzedaż (1968) Andrzeja Wajdy. Była też autorką „Utworu na 10 kontrabasów i głos” oraz kompozytorką muzyki do filmu Jezioro osobliwości, serialu Karino Jana Batorego i filmów krótkometrażowych. Była wykonawczynią piosenek do wierszy Kochanowskiego, Gałczyńskiego, Słowackiego, Norwida, Leśmiana, Tuwima oraz Agnieszki Osieckiej. Występowała w Europie, a także na Kubie i w Wenezueli.
W 2016 przeszła udar mózgu.
Zmarła 6 lipca 2019 w Laskach pod Warszawą. Pogrzeb o charakterze państwowym odbył się 11 lipca 2019 w Kaplicy Matki Bożej Anielskiej w Laskach. Urna z prochami Wandy Warskiej została złożona w katakumbach na cmentarzu Powązkowskim w Warszawie.

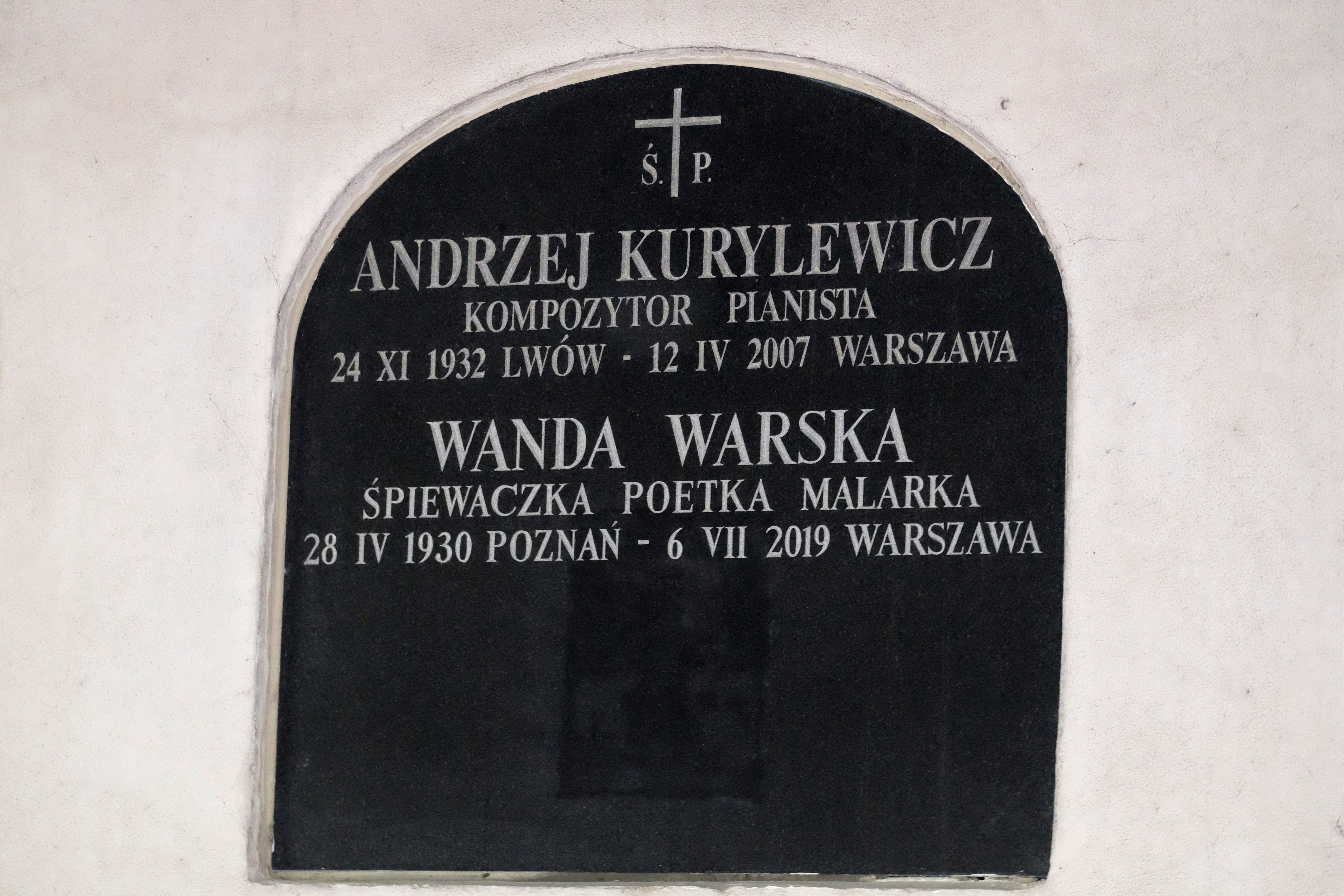
Płyta zamykająca niszę katakumbową z prochami Andrzeja Kurylewicza i Wandy Warskiej w katakumbach na cmentarzu Powązkowskim w Warszawie

Była matką filozofki, poetki i tłumaczki Gabrieli Kurylewicz.

## Dyskografia

### LP
- Jazz '58[10] (1958)
- Somnambulists[11] (1961)
- Piosenki z Piwnicy (1969)
- Muzyka teatralna i telewizyjna (z Andrzejem Kurylewiczem i Czesławem Niemenem) (1971)
- Pieśni i fraszki Jana Kochanowskiego[12] (1983)

### Albumy CD
- A Paris[13] (1992)
- Stanisław Wyspiański: Jakżesz ja się uspokoję[14] (2002)
- Piosenki z Piwnicy[15] (2004) – platynowa płyta[16]
- Domowe piosenki (2016)

## Filmografia
- Piwnica Wandy Warskiej (film muzyczno-dokumentalny)[17] (1979)

## Odznaczenia, nagrody i wyróżnienia
- Nagroda Miasta Stołecznego Warszawy (1997)[18]
- Krzyż Oficerski Orderu Odrodzenia Polski (17 kwietnia 2000)[19]
- Krzyż Zasługi I Klasy Orderu Zasługi Republiki Federalnej Niemiec[20] (wraz z mężem, Andrzejem Kurylewiczem) (11 stycznia 2001)
- Medal ZAiKS-u (2009)[21]
- Złoty Medal „Zasłużony Kulturze Gloria Artis” (10 stycznia 2011)[22][23]
- Nagroda 100-lecia ZAiKS-u (2018)[21]
- Złoty Fryderyk za całokształt twórczości w kategorii „Muzyka jazzowa” (12 marca 2019)[24][25]